# Кутеней 1
Кутеней 1 (англ. Kootenay 1) — індіанська резервація в Канаді, у провінції Британська Колумбія, у межах регіонального округу Іст-Кутеней.

## Населення
За даними перепису 2016 року, індіанська резервація нараховувала 170 осіб, показавши зростання на 63,5%, порівняно з 2011-м роком. Середня густина населення становила 2,3 осіб/км².
З офіційних мов обидвома одночасно володіли 5 жителів, тільки англійською — 170. Усього 35 осіб вважали рідною мовою не одну з офіційних, з них усі — одну з корінних мов.
Працездатне населення становило 77,8% усього населення, рівень безробіття — 14,3%.

## Клімат
Середня річна температура становить 6°C, середня максимальна – 22,6°C, а середня мінімальна – -15,1°C. Середня річна кількість опадів – 412 мм.
| Клімат поселення                              | Клімат поселення | Клімат поселення | Клімат поселення | Клімат поселення | Клімат поселення | Клімат поселення | Клімат поселення | Клімат поселення | Клімат поселення | Клімат поселення | Клімат поселення | Клімат поселення | Клімат поселення |
| Показник                                      | Січ.             | Лют.             | Бер.             | Квіт.            | Трав.            | Черв.            | Лип.             | Серп.            | Вер.             | Жовт.            | Лист.            | Груд.            |                  |
| Середній максимум, °C                         | −0,11            | 3,83             | 9,00             | 13,65            | 18,56            | 22,58            | 22,21            | 22,08            | 16,68            | 10,75            | 3,98             | −0,88            |                  |
| Середня температура, °C                       | −7,63            | −3,68            | 1,52             | 6,14             | 11,06            | 15,06            | 18,04            | 17,92            | 12,52            | 6,58             | −0,18            | −5,04            |                  |
| Середній мінімум, °C                          | −15,13           | −11,17           | −5,99            | −1,35            | 3,55             | 7,56             | 13,87            | 13,75            | 8,34             | 2,43             | −4,36            | −9,22            |                  |
| Норма опадів, мм                              | 31               | 21               | 22               | 29               | 47               | 60               | 40               | 31               | 35               | 23               | 37               | 36               |                  |
| Середньомісячна швидкість вітру, м/с          | 2.37             | 2.37             | 2.70             | 2.87             | 2.70             | 2.68             | 2.50             | 2.40             | 2.30             | 2.36             | 2.46             | 2.22             |                  |
| Середньомісячна сонячна радіація, кДж/м²·день | 3853             | 7574             | 12479            | 16914            | 20566            | 22021            | 23796            | 20431            | 14405            | 8543             | 4240             | 3009             |                  |
| --------------------------------------------- | ---------------- | ---------------- | ---------------- | ---------------- | ---------------- | ---------------- | ---------------- | ---------------- | ---------------- | ---------------- | ---------------- | ---------------- | ---------------- |
| Джерело:                                      |                  |                  |                  |                  |                  |                  |                  |                  |                  |                  |                  |                  |                  |